# ジェフリー・ミラー (心理学者)
ジェフリー・F・ミラー（Geoffrey F. Miller, 1965年 - ）は、アメリカの進化心理学者。ニューメキシコ大学准教授。性淘汰の研究で有名である。

## 経歴
オハイオ州シンシナティで生まれ。1987年、コロンビア大学より生物学と心理学の学士号を取得後、ロジャー・シェパード指導の下で研究し、1993年にスタンフォード大学で認知心理学の博士号を取得。
サセックス大学の認知・計算科学部博士研究員、ノッティンガム大学心理学部講師、マックスプランク心理学研究所適応行動・認知センターリサーチ・サイエンティスト、ロンドン大学ユニバーシティカレッジ経済学習社会進化センター上級研究員を経て、2001年よりニューメキシコ大学に着任し、現在は准教授を務める。 2009年にはクイーンズランド医科大学の客員研究員で客員研究員を務めた。
2013年6月、ミラーは、「親愛なる肥満の博士号取得者：炭水化物を食べるのをやめる意志がなければ、論文を書き上げる意志はありません」とツイートし、論争を巻き起こした。ミラーは、彼が肥満の社会的不名誉を永続させたといういくつかの学生と教職員からの批判に直面し、後に謝罪を発表し、このツイートは「研究プロジェクト」の一部であると述べた 。ミラーの本拠地のニューメキシコ大学、および彼が客員教授であったニューヨーク大学の機関審査委員会は、ミラーのツイートは「自己宣伝的」であり、研究とは見なされないという声明を発表した。ミラーは、今年の残りの期間、すべての入学委員会から除名され、感受性トレーニングプロジェクトを完了し、部門の議長と会い、同僚に謝罪する必要性が示された。ニューメキシコ大学は2013年8月にミラーを正式に非難した。 
2015年、作家のタッカーマックスと共同で、ミラーは男性の性的戦略に関するアドバイスを提供するポッドキャスト、ブログのThe MatingGroundsを立ち上げた。 
2019年11月29日、彼はダイアナ・フライシュマンと結婚した。 

## 研究

### 人間の認知

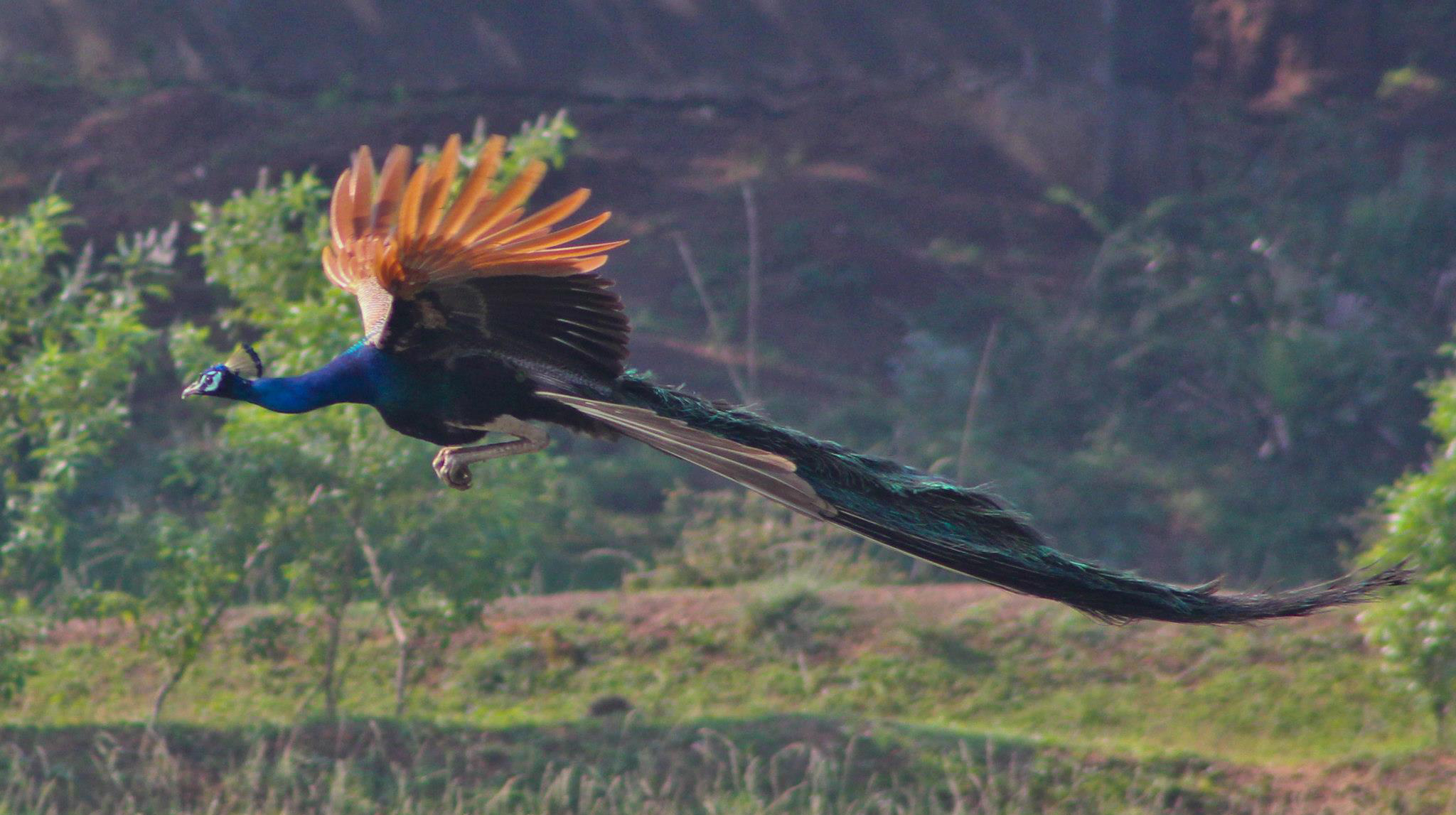
飛行中の孔雀の尻尾、ランナウェイ説の典型的な例

ミラーは、2003年の本「The Mating Mind: How Sexual Choice Shaped the Evolution of Human Nature」で、人間の仲間の選択、求愛行動、行動遺伝学、心理測定、ライフサイクルパターンが、芸術、道徳、言語、創造性などの性的選択に関連した形質の生存価値をサポートしていることを提案している。ミラーによれば、これらの形質の適応的デザインの特徴は、知性、創造性、道徳的性格、遺伝的適性を宣伝するために、両性による相互の配偶者選択によって進化したことを示唆しているという。また、ロナルド・フィッシャーが作成したモデル「フィッシャーの暴走」を引用して、クジャクの羽毛が性的選択による正のフィードバックのループを経て形成されるなどの現象や、ハンディキャップの原理を説明した 。

「何を心配すべきか」というタイトルの記事でで、ミラーは、中国の優生学に加え、鄧小平が「中国の人口爆発を抑えるためだけでなく、劣生学の出生率を減らすためにも」一人っ子政策をどのように推進したかについて話しました。彼は、中国が成功すれば、メンデルの法則の宝くじと呼ばれるものを考えると、おそらく世代ごとに5〜15IQポイントだけ人口のIQを増加させる可能性があると主張した。中国の人口政策の評価において、彼は次のように述べて公然とそれを支持している。
中国では、ユートピア的な漢民族的国家を発展させる上で、政府、学界、医学、教育、メディア、両親、そして消費主義の間で非常に緊密な協力関係がある。私が進化行動遺伝学について理解していることを考えると、私はそれらが成功することを期待し、そして期待している。世界で最も人口の多い国の福祉と幸福は、それに依存している。 
彼は、これらの政治が成功すれば、数世代以内に「西側の世界的な競争力のためにゲームオーバーになる」と結論付け、これらの政策を攻撃するために「生命倫理パニック」を引用するのではなく、西側がこの優生実験に中国に加わることを望んでいる 。 

### 消費主義
2009年の著書『消費資本主義!』(Spent：Sex、Evolution and the Secrets of Consumerism)で、マーケティングがどのように生殖上の優位性のために社会的地位を誇示するために私たちの先天的な本能を搾取してきたかと消費主義全般への理解を、ダーウィニズムを基に占め知った。ミラーは、マーケティングに支配された現代の文化において、意識レベルでの「クールさ」とそれがもたらす消費の選択は、社会的地位が生殖において重要な力となってきた小集団での200万年の生活がもたらした遺伝的遺産の異常であると論じている。彼のテーゼは、マーケティングが人々、特に若者に、知性や個性などの特徴を、単純な会話などのより自然なコミュニケーション手段で伝えるのではなく、消費の選択を通じてステータスを示す最も効果的な方法であると説得しているというものである。 
「プレミアムな商品は、富や地位、好みを示すために購入され、人々が実際に表示するように配線されている深い精神的な特性、優しさ、知性、創造性などの特性を見逃している」という、マーケティングの成功を制限する信念で、進化心理学と行動生態学の洞察力を欠いた、人間の本質の単純化されたモデルを使用することによって、その自身の成功を制限すると主張している。 

### 異常心理学
ミラーの臨床的な関心は、統合失調症や気分障害の症状、人口統計、行動遺伝学を理解するためのフィットネス指標理論の応用である。その他、人間の嗜好の起源、美学、効用関数、人間の戦略的行動、ゲーム理論、実験に基づく経済学、女性の伴侶の嗜好に対する排卵効果、ダーウィン、フリードリッヒ・ニーチェ、ソーシュタイン・ヴェブレンの知的遺産などにも興味を持っている。
2007年には、ミラー（ジョシュア・タイバー、ブレント・ジョーダンと）は、ラップダンサーは排卵時により多くのお金を稼ぐと結論付けて、『Evolution and Human Behavior』誌に論文を発表した。 この論文で、ミラーは2008年イグノーベル経済学賞を受賞した。 

### 美徳シグナリング
ミラーは、美徳シグナリングについて幅広く著述しており、美徳シグナリングは心理学的、政治的な道具として使われる人間の生得的な行為であると説明している。彼は、政治的に「分裂」した環境の中で、政治的に「肥沃」な環境で育ったリバタリアンとして生きてきた自身の人生に美徳シグナリングの概念を適用し、言論の自由に関連した文脈における美徳シグナリングという用語の使用を批判している。